# 蜂屋氏
蜂屋氏（はちやし）は、日本の氏族の一つ。蜂谷と表記する場合もある。美濃国発祥の清和源氏山県氏流の一族で、後世は清和源氏土岐氏流を称していることが多い。以下で詳述。この他、『寛政重修諸家譜』に旗本として掲載されて蜂屋氏も見られる。また、陸奥国仙台藩士や筑後国柳河藩士などでも見られる。

## 清和源氏頼光流蜂屋氏
いわゆる美濃源氏の一族で、源頼光の7代孫にあたる山県三郎頼経の子の頼俊が美濃国加茂郡蜂屋に居住し蜂屋冠者を称したことに始まる。下って鎌倉時代後期の頼親（頼俊の子）の代に嗣子がなく、同族の土岐光定の子であった定親が養子となって名跡を継いだことから以降土岐氏の庶流となり、定親の次男・師親の系統からは後の江戸崎氏（常陸土岐氏）、万喜氏（上総土岐氏）へと繋がる原氏（土岐原氏）を輩出した。また系図上の繋がりは未詳であるが美濃出身である事や同じく土岐支族である金森氏の金森長近と同時期に織田信長に通じた事から蜂屋頼隆もこの一族であると見られている。徳川家康の家臣蜂屋貞次（半之丞）もこの系統と見られる。

## 仙台藩士蜂屋氏
『宮城県姓氏家系大辞典』では3系統の蜂屋氏が掲載されている。このうち、清和源氏土岐氏流と称して、江戸幕府旗本から仙台藩士になった蜂屋可長（半十郎、鳥居孫助）を祖とする蜂屋氏は400石・家格平士の仙台藩士になった。同家の蜂屋可広（六左衛門）は伊達騒動で著名。
蜂屋半之丞 - 可長（次男） - 可広 - 可貞 - 可文